# Orono (hrabstwo Penobscot)
Orono – jednostka osadnicza w Stanach Zjednoczonych, w stanie Maine, w hrabstwie Penobscot.